# Большая Сазанка
Больша́я Саза́нка — село в Серышевском районе Амурской области России. Административный центр Большесазанского сельсовета.

## География
Село Большая Сазанка стоит на левом берегу реки Зея.
Дорога к селу Большая Сазанка идёт на северо-запад от районного центра посёлка Серышево (через Ударное), расстояние — 20 км.
От села Большая Сазанка на северо-восток идёт дорога к селу Ключики, на юг — к селу Воронжа.

## История
Основано в 1883 году. Первоначальное название — Пиканово (по фамилии первого поселенца). Современное название получило по распространенной в бассейнах амурских сел ценной промысловой рыбы семейства карповых — сазана.

## Население
| 2002 | 2010 | 2012 | 2013 | 2014 | 2015 | 2016 |
| ---- | ---- | ---- | ---- | ---- | ---- | ---- |
| 712  | ↘590 | ↗608 | ↗616 | ↗625 | ↗632 | ↘615 |
| 2017 | 2018 |      |      |      |      |      |
| ↗619 | ↘607 |      |      |      |      |      |

## Улицы
| - пер. Зейский, - ул. Колхозная, - пер. Мебельный, - ул. Набережная, | - пер. Новый, - пер. Первомайский, - ул. Серышевская, - ул. Школьная. |